# Pasiphila bilineolata
Pasiphila bilineolata là một loài bướm đêm trong họ Geometridae.